# Rio Shimanto
O rio Shimanto (四万十川, Shimanto-gawa), é um rio da ilha Shikoku, no Japão. Com 196 km de comprimento e uma bacia hidrográfica de 2270 km², é o mais longo da ilha. Nasce no monte Irazu, a 1336 m de altitude..
Como não tem barragens no seu curso, é considerado como o "último rio puro do Japão". Por isso é popular como destino turístico para rafting e canoagem. As águas estão repletas de trutas ayu, que os locais pescam no início do verão.
O Shimanto e os seus afluentes contam com um total de 47 pontes, as quais foram declaradas pela prefeitura de Kochi como Património Cultural da Vida Quotidiana (生活文化遺産 Seikatsu Bunka-isan?) em 1993. As pontes são construídas sem parapeitos, para que sejam simplesmente submersas, mas não levadas por enchentes do rio. As ilhas de areia e as margens têm vegetação cerrada muito apreciada por aves, como as garças. A partir de Nakamura, a cidade na prefeitura de Kochi que fica perto do estuário, pode-se subir o rio em caiaque ou canoa.
A região em redor da nascente do rio inclui a cidade de Yasuhara e a parte norte da cidade de Tsuno, e contém muitos destinos turísticos de grande beleza natural e cénica, como o carste Shikoku, os planaltos de Tengu, a floresta das nascentes do Shimanto, a casa das nascentes do Shimanto e paisagens naturais sazonais.

## Tempura de algas
O rio Shimanto é famoso por conter algas designadas "Aonori" (literalmente, "alga verde"). Com um sabor menos pronunciado a peixe que as algas oceânicas, esta planta é consumida para alimentação humana, na forma de flocos secos com arroz, como um puré com molho de soja e mirin, ou apenas seca. É porém na forma de tempura que o aonori é mais consumido. Combinado com farinha e ovo, o aonori lembra uma pequena esponja de cor verde forte. O sabor é intenso, fresco e telúrico, com o processo de frutura a conferir um toque estaladiço.